# Kris Freeman
Kris Freeman (* 14. Oktober 1980 in Concord, New Hampshire) ist ein ehemaliger US-amerikanischer Skilangläufer.

## Werdegang
Sein internationales Debüt gab Freeman, der für den Andover Outing Club startete, im Januar 1998 im Rahmen der Junioren-Weltmeisterschaften in Pontresina mit Rang 49 über 10 km im freien Stil und Platz 27 über 30 Kilometer im klassischen Stil. Wenig später lief er die ersten internationalen FIS-Rennen in seiner Heimat und später auch im Skilanglauf-Continental-Cup. Schon bei seinem ersten Einsatz in einem FIS-Rennen über 10 Kilometer am Mount Bachelor wurde Freeman Fünfter. Die Junioren-WM 1999 in Saalfelden am Steinernen Meer brachte keine nennenswerten Ergebnisse. Zu Beginn der Saison 1999/2000 schaffte der US-Amerikaner in gleicher Stelle als Zweitplatzierter erstmals eine Podiumsplatzierung in einem 15-Kilometer-Rennen im Rahmen des Continentalcups in Vernon. Die Junioren-Weltmeisterschaften 2000 in Štrbské Pleso brachte erste gute Ergebnisse in diesem Rahmen. Über 10 Kilometer wurde er 17., im Sprint Achter und über 30 Kilometer belegte er im Ziel Platz 21.
Ein Jahr später konnte Freeman in McCall bei den US-Meisterschaften den Vizemeistertitel hinter Justin Wadsworth über 10 Kilometer erreichen. Nur eine Woche später gab er in Soldier Hollow über 15 Kilometer sein Debüt im Skilanglauf-Weltcup, wurde 29. und gewann damit auch auf Anhieb seine ersten Weltcuppunkte. Anschließend gewann er in Marquette ein Sprintrennen im Continentalcup. Höhepunkt dieser ersten erfolgreichen Saison wurden die Nordischen Skiweltmeisterschaften 2001 in Lahti. Freeman erreichte in Finnland allerdings keine Platzierung besser als Rang 50. Ein Jahr später trat Freeman in Salt Lake City in vier Rennen bei den Olympischen Winterspielen an. Über die 15 km wurde er 22. bevor er in der anschließenden Verfolgung auf Platz 14 lief. Zudem belegte er Rang 41 im Sprint und wurde gemeinsam mit John Bauer, Justin Wadsworth und Carl Swenson Fünfter im Staffelrennen.
Ab der Saison 2002/03 gehörte Freeman fest zum US-Kader im Weltcup, bestritt aber immer wieder auch Rennen im Continentalcup. Im Januar 2003 erreichte er mit Carl Swenson in Oberhof als Vierter im Teamsprint ein erstes sehr gutes Weltcup-Resultat. Besonders stark war er bei den Nordischen Skiweltmeisterschaften 2003 im Val di Fiemme. Wurde er mit der US-Staffel nur 12., konnte er im Verfolgungsrennen auf den 14. Platz laufen und verpasste als Vierter im Rennen über 15 Kilometer im klassischen Stil eine Medaille nur um 0,61 Sekunden.
Ende 2003 kam Freeman als Sechster über 30 Kilometer in Toblach erstmals unter die besten zehn im Weltcup. Wenig erfolgreich verliefen die Nordischen Skiweltmeisterschaften 2005 in Oberstdorf. 2006 gewann er bei den US-Meisterschaften in Soldier Hollow den Titel in der Verfolgung, nachdem er zuvor hinter Ivan Babikov Vizemeister über 15 Kilometer Klassisch wurde. Mehrere Wochen später trat Freeman zum zweiten Mal bei Olympischen Spielen an. Bei den Wettkämpfen von Pragelato Plan erreichte er einen akzeptablen 21. Rang über 15 Kilometer, wurde aber über 50 Kilometer nur 61.
2007 wurde Freeman bei den US-Meisterschaften in Houghton Sieger über 19 und 15 Kilometer und verpasste eine weitere Medaille als Fünfter des Sprintwettbewerbs. Der Saisonhöhepunkt wurden die Nordischen Skiweltmeisterschaften 2007 in Sapporo. Es waren Freemans vierte Weltmeisterschaften. Die Leistungen des US-Amerikaners schwankten in Japan sehr und reichten von Platz 62 im 15-Kilometer-Freistil-Rennen bis zu Platz 12 über 50 Kilometer Klassisch. Wieder zeigte sich Freemans Vorliebe für die Klassik-Strecke.
Die folgende Saison brachte mit Rang fünf über 15 Kilometer in Kuusamo die Einstellung seiner bis dahin besten Platzierung und damit das beste Resultat seit 2003. Bei den nationalen US-Meisterschaften 2008 in Houghton und Fairbanks konnte Freeman als bestes Ergebnis nur einen dritten Rang über 10 Kilometer erreichen. In der Saison 2008/09 verbuchte Freeman im Weltcup mehrere Resultate unter den besten 20.
Für eine Überraschung sorgte Freeman bei den Nordischen Skiweltmeisterschaften 2009 in Liberec, als er über 15 Kilometer klassisch um 1,3 Sekunden die Bronzemedaille verpasste. Im Teamsprint belegte er zusammen mit Torin Koos den elften Rang und mit der Staffel den 13. Rang. Auch in der Saison 2009/10 gelang es Freeman den Anschluss an die Weltspitze zu verkürzen. Im finnischen Kuusamo erkämpfte er erneut den vierten Platz über 15 Kilometer klassisch. In Davos belegte er über die gleiche Distanz in der freien Technik den siebenten Platz.
Bei den Olympischen Winterspielen 2010 in Vancouver lief Freeman über die 15-km-Distanz nur auf einen sehr schwachen 59. Platz. Auch im Skiathlon kam er nicht über Rang 45 hinaus. Beim abschließenden 50-km-Lauf musste er sogar vorzeitig abbrechen. In die folgende Saison 2010/11 startete Freeman mit einem Sieg und einem zweiten Platz bei FIS-Rennen in Muonio. Beim ersten Weltcup der Saison im schwedischen Gällivare lief er als Neunter unter die besten zehn. Dieses Ergebnis erreichte er nur selten im Verlauf der Saison. Die Tour de Ski 2010/11 beendete er nach einem abschließenden siebenten Platz auf der letzten Etappe auf dem 28. Gesamtrang. Bei den Weltmeisterschaften 2011 im norwegischen Oslo verpasste er die Rückkehr in die Weltspitze. Entgegen der guten Leistungen von 2009 musste er sich diesmal mit durchwachsenen Leistungen begnügen. Im Sprint schied er als 58. bereits in den Vorläufen aus. Nach zwei Top-30-Platzierungen im Einzel und der Verfolgung folgte ein für das Team enttäuschender 14. Platz im Staffelrennen. Zum Ende der Saison reiste Freeman nach Sun Valley und bestritt dort nach dem Gewinn der US-Meisterschaft über 50 km einige Rennen der US Super Tour. Dabei wurde er bereits im ersten Rennen über 3,5 km Zweiter und gewann das 15-km-Rennen. Auch in der Verfolgung über 6 km wurde er Zweiter.
Mit der Saison 2011/12 zeigte die Leistungskurve Freemans weiter nach unten. Nachdem er in den ersten Weltcups deutlich außerhalb der Punkteränge landete und auch die Tour de Ski 2011/12 nur auf Rang 43 der Gesamtwertung beendete, gelang dem US-Amerikaner erst Mitte Januar im estnischen Otepää als 22. wieder der Lauf in die Weltcup-Punkteränge. Bei den wenig später im österreichischen Bad Ischl ausgetragenen US-Meisterschaften gelang ihm jedoch ein weiterer Titelgewinn. Auch beim 50 km Massenstart in Craftsbury siegte er deutlich, nachdem er an gleicher Stelle zuvor zwei Siege in der US Super Tour feierte.
Nachdem er im folgenden Jahr weder im Weltcup noch bei den Nordischen Skiweltmeisterschaften 2013 gute Ergebnisse erreichte, blieb er bei den US-Meisterschaften 2014 auch erstmals seit langem ohne einen Titel. Lediglich zwei Bronzemedaillen im Sprint und über 15 km gewann er in Soldier Hollow. Bei den folgenden Olympischen Winterspielen 2014 in Sotschi, Freemans vierten Olympischen Spielen blieb er in den Einzeldisziplinen jeweils jenseits der Top 50 und erhielt auch keinen Startplatz in der Staffel. In der Saison 2014/15 gewann er fünf Rennen der US Super Tour und belegte damit den ersten Platz in der Cupgesamtwertung. Beim Nor-Am-Cup holte er drei Siege und erreichte den fünften Rang in der Gesamtwertung. Bei den Nordischen Skiweltmeisterschaften 2015 in Falun errang er den 59. Platz über 15 km Freistil und den 48. Platz im Skiathlon. Nach Platz 73 bei der Nordic Opening in Ruka zu Beginn der Saison 2015/16 kam er bei der US Super Tour dreimal aufs Podest, darunter ein Sieg und erreichte den dritten Platz in der Gesamtwertung. Zudem nahm er im Dezember 2015 in Toblach letztmals am Weltcup teil und startete bis zu seinem Karriereende im Jahr 2020 bei der US Super Tour und den Nor-Am-Cup. Dabei kam er in der Saison 2017/18 nochmals auf den dritten Platz in der Gesamtwertung der US Super Tour.

## Platzierungen im Weltcup

### Weltcup-Statistik
Die Tabelle zeigt die erreichten Platzierungen im Einzelnen.
- 1.–3. Platz: Anzahl der Podiumsplatzierungen
- Top 10: Anzahl der Platzierungen unter den ersten zehn
- Punkteränge: Anzahl der Platzierungen innerhalb der Punkteränge
- Starts: Anzahl gelaufener Rennen in der jeweiligen Disziplin
- Hinweis: Bei den Distanzrennen erfolgt die Einordnung gemäß FIS.

| Platzierung         | Distanzrennen a | Distanzrennen a | Distanzrennen a | Distanzrennen a | Distanzrennen a | Skiathlon Verfolgung | Sprint | Etappen- rennen b | Gesamt | Team c | Team c  |
| Platzierung         | ≤ 5 km          | ≤ 10 km         | ≤ 15 km         | ≤ 30 km         | > 30 km         | Skiathlon Verfolgung | Sprint | Etappen- rennen b | Gesamt | Sprint | Staffel |
| ------------------- | --------------- | --------------- | --------------- | --------------- | --------------- | -------------------- | ------ | ----------------- | ------ | ------ | ------- |
| 1. Platz            |                 |                 |                 |                 |                 |                      |        |                   |        |        |         |
| 2. Platz            |                 |                 |                 |                 |                 |                      |        |                   |        |        |         |
| 3. Platz            |                 |                 |                 |                 |                 |                      |        |                   |        |        |         |
| Top 10              |                 | 1               | 6               | 1               |                 | 2                    |        |                   | 10     | 1      | 2       |
| Punkteränge         | 1               | 3               | 33              | 4               | 4               | 20                   | 3      | 3                 | 71     | 6      | 16      |
| Starts              | 6               | 6               | 57              | 11              | 8               | 38                   | 28     | 8                 | 162    | 6      | 16      |
| Stand: Karriereende |                 |                 |                 |                 |                 |                      |        |                   |        |        |         |

### Weltcup-Gesamtplatzierungen
| Saison  | Gesamt | Gesamt | Distanz | Distanz | Sprint | Sprint |
| Saison  | Punkte | Platz  | Punkte  | Platz   | Punkte | Platz  |
| ------- | ------ | ------ | ------- | ------- | ------ | ------ |
| 2000/01 | 10     | 106.   | -       | -       | 8      | 65.    |
| 2001/02 | -      | -      | -       | -       | -      | -      |
| 2002/03 | 26     | 84.    | -       | -       | -      | -      |
| 2003/04 | 141    | 44.    | 141     | 27.     | -      | -      |
| 2004/05 | 31     | 79.    | 31      | 51.     | -      | -      |
| 2005/06 | 32     | 107.   | 32      | 73.     | -      | -      |
| 2006/07 | 79     | 56.    | 79      | 32.     | -      | -      |
| 2007/08 | 84     | 66.    | 84      | 40.     | -      | -      |
| 2008/09 | 56     | 84.    | 56      | 51.     | -      | -      |
| 2009/10 | 106    | 64.    | 106     | 34.     | -      | -      |
| 2010/11 | 255    | 27.    | 176     | 22.     | 9      | 91.    |
| 2011/12 | 51     | 86.    | 51      | 54.     | -      | -      |
| 2012/13 | 58     | 75.    | 58      | 50.     | -      | -      |

## Privates
Kris Freeman lebt in Andover. Er studierte an der University of Vermont. Bereits vor den Olympischen Spielen 2002 wurde bei ihm Diabetes mellitus Typ 1 diagnostiziert. Seitdem arbeitet er mit Eli Lilly and Company zusammen, für die er als Repräsentant auftritt und von ihr gesponsert wird. Eli Lilly entwickelt in Zusammenarbeit mit Freeman eine spritzenfreie Insulinpumpe. Der sogenannte OmniPod gibt das Insulin über die Haut an den Körper ab, so dass kein Spritzen mehr erforderlich ist. Nach seinen ersten Leistungseinbrüchen im Weltcup gab Freeman bekannt, am Kompartmentsyndrom zu leiden.
Sein älterer Bruder Justin Freeman war auch Skilangläufer.